# 武藤高義
武藤 高義（むとう たかよし、1938年3月25日 - 2021年12月27日）は、日本の経営者。カルピス社長を務めた。長野県出身。

## 来歴・人物
1961年に慶應義塾大学経済学部を卒業し、同年に味の素に入社した。1997年に取締役に就任し、1995年に顧問とカルピス食品工業常任顧問、1996年にカルピス食品工業副社長を経て、2000年に社長に就任。2005年に会長に就任。
2021年12月27日病気のために死去。90歳没。